# José Zeferino Pires
José Zeferino Pires (Vermelho Velho, 26 de agosto de 1904) foi um político brasileiro do estado de Minas Gerais.

## Biografia
Foi Promotor de Justiça da comarca de Caratinga (MG), nos anos de 1930 a 1932. Foi eleito vice-prefeito de Raul Soares em 1947, 1950 e 1970; eleito prefeito em 1954. Cumpriu mandato de deputado estadual na Assembléia Legislativa de Minas Gerais na 4ª legislatura (1959-1963).